# Seznam ázerbájdžánských spisovatelů
Seznam ázerbájdžánských spisovatelů obsahuje přehled některých významných spisovatelů, narozených nebo převážně publikujících v Ázerbájdžánu.

## A
- Džingiz Abdullajev (* 1959)
- Iljas Afandijev (1914–1996)
- Mirza Fatali Achundov (1812–1878)
- Sulejman Sani Achundov (1875–1939)
- Ašig Alasgar (1821–1926)

## B
- Vidadi Babanli (* 1927)
- Abbasgulu Bakichanov (1794–1847)
- Banin (1905–1992)

## C
- Jusif Vazir Chamanzaminli (1887–1943)

## D
- Džafar Džabbarli (1899–1934)
- Ahmad Džavad (1882–1941)
- Husejn Džavid (1892–1937)

## E
- Elchin Efendijev (* 1943)

## F
- Füzuli (1483–1556)

## G
- Nizami Gandžavi (1141–1209)

## H
- Mehdi Husejn (1909–1965)

## I
- Hamlet Isakhanli (* 1948)
- Mirza Ibrahimov (1911–1993)
- Ismá‘íl I. (1487–1524)

## K
- Mirza Khazar (1947–2020)
- Firidun bej Kocharli (1863–1920)

## M
- Afag Masud (* 1957)
- Džalil Mammadguluzadeh (1866–1932)
- Mikajil Mušfig (1908–1939)

## N
- Nariman Narimanov (1870–1925)
- Churšidbanu Natavan (1832–1897)
- Mir Mohsun Navvab (1833–1918)

## O
- Mammed Said Ordubadi (1872–1950)

## P
- Mir Džalal Pašajev (1908–1978)

## R
- Nigar Rafibejli (1913–1981)
- Natig Rasulzadeh (* 1949)
- Sulejman Rustam (1906–1989)
- Rasul Rza (1910–1981)
- Anar Rzajev (* 1938)

## S
- Mirza Alakbar Sabir (1862–1911)
- Abbas Sahhat (1874–1918)
- Zecharia Sitchin (1920–2010)
- Abdulla Šaig (1881–1959)
- Sejid Azim Širvani (1835–1888)
- Ismajil Šykhly (1919–1995)
- Manaf Sulejmanov (1912–2001)

## T
- Saib Tabrizi (1601–1677)

## V
- Molla Panah Vagif (1717–1797)
- Bachtijar Vahabzadeh (1925–2009)
- Aliagha Vahid (1895–1965)
- Sulejman Valijev (1916–1996)
- Mirza Šafi Vazeh (1794–1852)
- Hašim bej Vazirov (1868–1916)
- Nadžaf bej Vazirov (1854–1926)
- Molla Vali Vidadi (1708–1809)
- Samad Vurgun (1906–1956)